# Lý Kiến Anh
Lý Kiến Anh (tiếng Trung:李建英, bính âm: Lǐ Jiànyīng) (1946-), người Hà Bắc là một nhà ngoại giao Trung Quốc.

## Tiểu sử
Ông bắt đầu làm việc tại Bộ Ngoại giao Cộng hòa Nhân dân Trung Hoa từ năm 1969. Giám đốc Xuất bản, Phó giám đốc Văn phòng Thông tin thuộc Bộ Ngoại giao Bộ Ngoại giao.
- 1993-1995 được bổ nhiệm làm Tham tán tại Phái đoàn thường trực Trung Quốc tại Liên Hợp Quốc.
- 1995-1997 Tham tán Ban châu Mỹ thuộc Bộ Ngoại giao.
- 1997-2001 Đại sứ Trung Quốc tại Suriname.
- 2001-2004 Phó giám đốc Học viện Ngoại giao Nhân dân Trung Quốc
- Tháng 4 năm 2004 đến tháng 3 năm 2005 ông là Tổng Lãnh sự Trung Quốc tại Cape Town, Nam Phi.
- Tháng 3 năm 2005 đến tháng 6 năm 2007 Đại sứ đặc mệnh toàn quyền tại Qatar.
- 1991-1993 ông giữ vai trò như một phát ngôn viên Bộ Ngoại giao Trung Quốc.